# ترودي غروينمان
ترودي غروينمان (بالهولندية: Trudy Groenman) مواليد 15 يناير 1944 في خرونينغن، هي لاعبة كرة مضرب هولندية سابقة وكانت تلعب باليد اليسرى. فاز ببطولة هولندا للفتيات في سنة 1961.

## النهائيات

### الفردي (الوصافة 2)
| الحصيلة | الرقم | التاريخ        | الدورة                                      | الأرضية | المنافس       | النتيجة  |
| ------- | ----- | -------------- | ------------------------------------------- | ------- | ------------- | -------- |
| الوصافة | 1.    | 18 يوليو 1966  | هولندا المفتوحة، هولندا                     | ترابية  | أنيت فان زيل  | 3–6, 1–6 |
| الوصافة | 2.    | 19 فبراير 1967 | بطولة أمريكا داخل الصالات، الولايات المتحدة | سجاد    | بيلي جين كينغ | 1–6, 0–6 |

## روابط خارجية
- ترودي غروينمان على موقع الاتحاد الدولي لكرة المضرب (الإنجليزية)
- ترودي غروينمان على موقع كأس بيلي جين كينغ (الإنجليزية)
- ترودي غروينمان على موقع بطولة ويمبلدون (الإنجليزية)